# Canale SOFAR
Il canale SOFAR (Sound Fixing and Ranging channel, "canale di fissazione ed oscillazione sonora"), o canale sonoro profondo, CSP (deep sound channel, DSC), è uno strato orizzontale di acqua nell'oceano ad una profondità in cui la velocità del suono è minima. Il canale SOFAR agisce come una guida d'onda per il suono, e le onde sonore a bassa frequenza all'interno del canale possono viaggiare per migliaia di miglia prima di dissiparsi. Questo fenomeno è un importante fattore nella guerra sottomarina. Il canale sonoro profondo fu scoperto e descritto indipendentemente da Maurice Ewing e Leonid Brekhovskikh negli anni 1940.

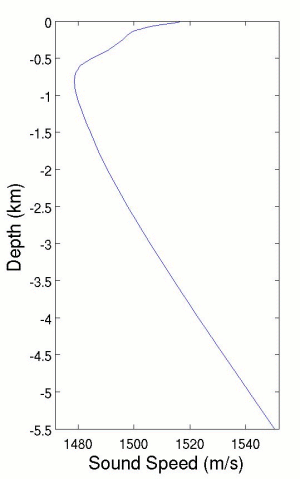
La velocità del suono in funzione della profondità in una posizione a nord delle Hawaii nell'Oceano Pacifico, tratta dal World Ocean Atlas 2005. L'asse del canale SOFAR è ad una profondità di ca. 750 m.

Il canale SOFAR è imperniato sulla profondità dove l'effetto cumulativo della temperatura e della pressione idrostatica (e, in minor misura, della salinità) si combinano per creare la regione di minima velocità del suono nella colonna d'acqua. La pressione nell'oceano aumenta linearmente con la profondità, ma la temperatura è più variabile, calando generalmente rapidamente nel termoclino principale dalla superficie a circa mille metri di profondità, rimanendo poi quasi immutata da là al fondale oceanico nel mare profondo. Vicino alla superficie, la temperatura in rapido calo determina una diminuzione della velocità del suono, ovvero un gradiente negativo della velocità del suono. Con l'aumento della profondità, la pressione crescente determina un aumento della velocità del suono, ovvero un gradiente positivo della velocità del suono. La profondità dove la velocità del suono è al minimo è chiamata asse del canale sonoro.
Vicino alle Bermuda, l'asse del canale sonoro si presenta ad una profondità intorno ai 1.000 metri. Nelle acque temperate, l'asse è più basso, ed alle alte latitudini (circa al di sopra di 60°N o al di sotto di 60°S) raggiunge la superficie.
Il suono si propaga nel canale per rifrazione, il che fa viaggiare il suono stesso vicino alla profondità con la velocità minore. Se un'onda sonora si propaga lontano da questo canale orizzontale, la parte dell'onda più distante dall'asse del canale viaggia più velocemente, cosicché l'onda ritorna verso l'asse del canale. Come risultato, le onde sonore tracciano un percorso che oscilla da un capo all'altro dell'asse del canale SOFAR. Questo principio è simile alla trasmissione a lunga distanza della luce in una fibra ottica.
Misteriosi suoni a bassa frequenza, attribuiti alle megattere e ad altre balene, sono un evento comune nel canale. Gli scienziati credono che le megattere possano immergersi fino a questo canale e "cantare" per comunicare con altre megattere a molti chilometri di distanza.
Durante la seconda guerra mondiale, Maurice Ewing suggerì che il lancio nell'oceano di una piccola sfera di metallo (chiamata bomba SOFAR) specificamente progettata per implodere nel canale SOFAR, potesse essere usato come segnale di pericolo segreto da parte dei piloti abbattuti.
Il romanzo Caccia a Ottobre Rosso descrive l'uso del canale SOFAR nel rilevamento dei sottomarini.
L'ipotesi dell'esistenza di un canale simile nell'alta atmosfera, teorizzata da Ewing, condusse al Progetto Mogul, portato avanti dal 1947 fino alla fine del 1948.

Gli impulsi acustici viaggiano a grandi distanze nell'oceano perché sono intrappolati in una "guida d'onda" acustica. Ciò significa che quando gli impulsi acustici si avvicinano alla superficie sono rimandati verso il fondo, e quando si avvicinano al fondo dell'oceano sono rimandati verso la superficie. L'oceano conduce il suono in maniera molto efficiente, particolarmente alle basse frequenze, cioè a meno di alcune centinaia di Herz.

## Termini correlati
Terminologia correlata al SOFAR o canale sonoro profondo dal Navy Supplement to the DOD Dictionary of Military and Associated Terms ("Supplemento della Marina al Dizionario del Dipartimento della Difesa dei termini militari e associati") degli Stati Uniti:
limitato dal fondo (bottom limited)Una situazione che esiste quando il fondo oceanico si presenta ad una profondità inferiore a quella critica. Si impedisce alla propagazione nella zona di convergenza di avvenire. La propagazione nel canale sonoro profondo è ristretta ad una sorgente profonda.
profondità coniugata (conjugate depth)Per una sorgente al di sotto della profondità dello strato sonoro, quella profondità sotto l'asse del canale sonoro profondo in cui la velocità del suono uguaglia la velocità in corrispondenza della profondità della sorgente.
zona di convergenza (convergence zone)Quella regione in cui i raggi sonori, rifratti dalle profondità, ritornano alla superficie. Essi sono focalizzati presso o vicino alla superficie ad intervalli successivi. Una zona di convergenza è un canale di trasmissione del suono nell'oceano profondo (da 850 a 4.500 metri) prodotto dalla combinazione dei cambiamenti di pressione e temperatura.
frequenza d'interruzione (cutoff frequency)Quella frequenza al di sotto della quale un segnale acustico tenderà a non essere intrappolato in uno strato o dotto e che è funzione della profondità dello strato.
profondità critica (critical depth)La profondità al di sotto dell'asse del canale sonoro profondo (CSP) alla quale la velocità del suono è la stessa che è alla profondità dello strato sonico. La profondità critica è il fondo del CSP.
strato profondo (deep layer)In acustica subacquea, lo strato di acqua tra il bordo inferiore del termoclino principale ed il fondo dell'oceano. È caratterizzato da una temperatura quasi costante ed un gradiente della velocità del suono positivo causato dalla pressione.
eccesso di profondità, EP (depth excess, DE)In acustica subacquea: 1. La differenza tra la profondità del fondale e la profondità alla quale la velocità del suono è uguale o alla velocità di superficie quando non c'è profondità dello strato, o la velocità massima nello strato di superficie. 2. La differenza tra la profondità alla quale si ripresenta la velocità massima del suono vicino alla superficie e la profondità del fondale. Si applica alla propagazione nella zona di convergenza.
profondità richiesta (depth required)In acustica subacquea, la profondità minima richiesta perché esista una zona di convergenza affidabile. È da 200 a 300 braccia sotto la profondità critica.
perdita di diffrazione (diffraction loss)La perdita di energia sonora che avviene quando i raggi sonori che viaggiano in un canale sonoro sperimentano una dispersione fuori dal canale e quindi fuori dal fronte dell'onda principale.
accrescimento in discesa (downslope enhancement)L'energia acustica da una sorgente in acque poco profonde cambia da un percorso di rimbalzo sul fondo ad una zona di convergenza o ad un percorso in un canale sonoro mentre viaggia verso acque più profonde e si concentra lungo la discesa verso un ricevitore in acque profonde. Chiamato anche effetto megafono. Vedi accrescimento in salita.
mezzo canale (half channel)Nell'acustica subacquea, una condizione di rifrazione verso l'alto in cui il gradiente della velocità del suono è positivo per tutto il tragitto dalla superficie al fondo. In un mezzo canale, le onde sonore si comportano come se fossero in un dotto di superficie molto spesso.
profondità limitante (limiting depth)In acustica subacquea, la profondità al di sotto dell'asse del canale sonoro profondo in cui la velocità suono uguaglia la velocità massima del suono vicino alla superficie.
raggio limitante (limiting ray)In acustica subacquea, il raggio sonoro che diviene tangente alla profondità in cui la velocità del suono è al massimo; esso delimita il confine esterno dei raggi sonori diretti (prima della riflessione).
dotto di superficie, DS (surface duct, SD)In acustica subacquea, una zona al di sotto della superficie del mare in cui i raggi sonori sono rifratti verso la superficie e poi riflessi. I raggi sono alternativamente rifratti e riflessi lungo il dotto verso l'esterno a distanze relativamente lontane dalla sorgente sonora.
zona d'ombra (shadow zone)In acustica subacquea, una regione in cui penetra pochissima energia sonora, a seconda della forza del confine inferiore del dotto di superficie. Di solito è delimitata dal confine inferiore del dotto di superficie e dal raggio limitante. Ci sono due zone d'ombra: la superficie marina, sotto la quale un'ombra è proiettata dalla superficie nel campo sonoro di una sorgente poco profonda, ed il fondo del mare profondo, che produce una zona d'ombra nell'acqua soprastante che rifrange verso l'alto.
profondità di strato sonico, PSS (sonic layer depth, SLD)La profondità della massima velocità del suono vicino alla superficie al di sopra del canale sonoro profondo.
canale sonoro (sound channel)In acustica subacquea, quella regione nella colonna d'acqua in cui la velocità del suono prima decresce ad un valore minimo con la profondità e poi aumenta di valore, a causa della pressione. Sopra la profondità del valore minimo, i raggi sonori sono piegati verso il basso; sotto la profondità del valore minimo i raggi sono piegati verso l'alto, finendo intrappolati in questo canale e permettendo la loro rilevazione a maggiori distanze dalla sorgente sonora.
asse del canale sonoro (sound channel axis)La profondità della minima velocità del suono all'interno di un canale sonoro. Abbreviato in ACSP per l'asse del canale sonoro profondo (deep sound channel axis, DSCA) o in ACSS per l'asse del canale sonoro secondario (secondary sound channel axis, SSCA).
ombreggiatura topografica (topographic shading)La perturbazione della zona di convergenza (ZC) o della propagazione nel canale sonoro profondo da parte di caratteristiche del fondale quali montagne sottomarine, guyot, dorsali o isole. Questa perturbazione causa grandi zone di ombra. L'eccesso di profondità è distrutto per la propagazione nella ZC quando una sorgente è a metà della distanza della ZC da tale caratteristica del fondale.
accrescimento in salita (upslope enhancement)L'energia acustica di una sorgente in acque profonde cambia da una zona di convergenza o da un percorso in un canale sonoro ad un percorso di rimbalzo sul fondo mentre il fondo si riduce di profondità e si concentra lungo la salita verso un ricevitore in acque poco profonde. Noto anche come effetto megafono inverso.
profondità di vertice (vertex depth)In acustica subacquea, la profondità dell'acqua alla quale un raggio sonoro rifratto diviene orizzontale.